# Reg Lewis
Pour le culturiste et acteur américain, voir Reg Lewis (acteur).
Reg Lewis, de son complet Reginald Lewis, né le 7 mars 1920 à Bilston (Staffordshire) et mort le 2 avril 1997, est un footballeur anglais.

## Biographie
Reg Lewis grandit dans le Sud de Londres et réalise toute sa carrière de footballeur à Arsenal. Il rejoint le club en 1935, à 15 ans. Il marque lors de son premier match en équipe première, contre Everton, le 1er janvier 1938. Son équipe remporte le championnat d'Angleterre en 1938, mais n'ayant fait que quatre apparitions pendant la saison, il ne remporte pas la médaille des vainqueurs. Il joue 16 matchs en championnat et en coupe l'année suivante, avant que la Seconde Guerre mondiale n'interrompe les compétitions.
Pendant la guerre, Lewis continue à jouer pour Arsenal et brille comme buteur. Lewis marque 143 buts en 130 matchs (non officiels), dont quatre notamment face à Charlton Athletic en finale de la poule sud du championnat de guerre  (Football League War Cup) en 1943. Vers la fin de la guerre, il sert dans l'armée britannique du Rhin en Allemagne occupée, mais il revient à jouer pour Arsenal dès 1946.
Le 24 août 1946 il participe à un match entre des sélections anglaise et écossaises faisant suite au drame de Burnden Park. Il y remplace Tommy Lawton, blessé.
Il est encore le meilleur buteur du club en 1946-1947 et forme une redoutable paire d'attaquant avec le jeune Ronnie Rooke la saison suivante, qui voit Arsenal remporter de nouveau le championnat. En 1949-1950, Lewis marque encore 19 buts en 31 matchs de championnat, joue deux fois avec l'équipe B d'Angleterre et marque enfin deux buts en finale de la FA Cup face à Liverpool.
La suite de sa carrière est plus inconstante du fait de plusieurs  blessures. Quand il arrête en 1953, son bilan est de 116 buts en 176 matchs officiels, dont respectivement 103 et 154 en championnat. 
Après sa retraite, Lewis tient d'abord un pub, puis travaille dans le métier de l'assurance. Il meurt en 1997.

## Palmarès
- Championnat d'Angleterre : 1948
- Coupe d'Angleterre : 1950